# East-Link Bridge
De East-Link Bridge (Iers: Droichead an Nascbhóthair Thoir) is een tolbrug in Dublin, Ierland over de rivier de Liffey. De brug is eigendom van de gemeente Dublin en wordt geëxploiteerd door National Toll Roads Plc. of NTR Plc. Deze beweegbare brug is de meest oostelijke brug over de Liffey en verbindt de North Wall met Ringsend. De brug maakt deel uit van de regionale weg R131.
De East-Link Bridge is gebouwd door NTR en werd opengesteld voor het wegverkeer in 1984. Later ging het eigendom over naar de gemeente maar NTR Plc. behield 31 jaar het recht om de brug te exploiteren en tol te heffen.
Het stadscentrum ligt ten westen van de brug. De brug geeft vanuit het zuiden direct toegang tot de Dublin Port Tunnel en de O2 Arena. Hoewel de meeste havens ten oosten van de brug liggen, gaat de brug nog ongeveer drie keer per dag open.
In 2008 gebruikten ongeveer 22.000 voertuigen per dag deze brug. De tolpoorten zijn enkele honderden meters van de brug aan de zuidelijke oever opgesteld. Auto's en vrachtwagens kunnen de tol betalen met contant geld of door gebruik te maken van een elektronische tag.
In de video Pride (in the name of love) van de Dublinse rockgroep U2 is de brug te zien in geopende stand als toegangspoort tot de stad.